# Babrouïsk-Arena
 (avril 2025).
La Babrouïsk-Arena ou Bobrouïsk-Arena est une salle omnisports située à Babrouïsk en Biélorussie. Elle a été inaugurée en 2008.
C'est le domicile du Chinnik Babrouïsk de l'Ekstraliga et parfois du Dinamo Minsk évoluant en Ligue continentale de hockey. La Babrouïsk-Arena a une capacité de 7 191 places dont 30 places en loges et 10 pour les handicapés.

## Évènements
- Coupe de Polésie 2010, 5 au 8 novembre 2009[1]

## Galerie

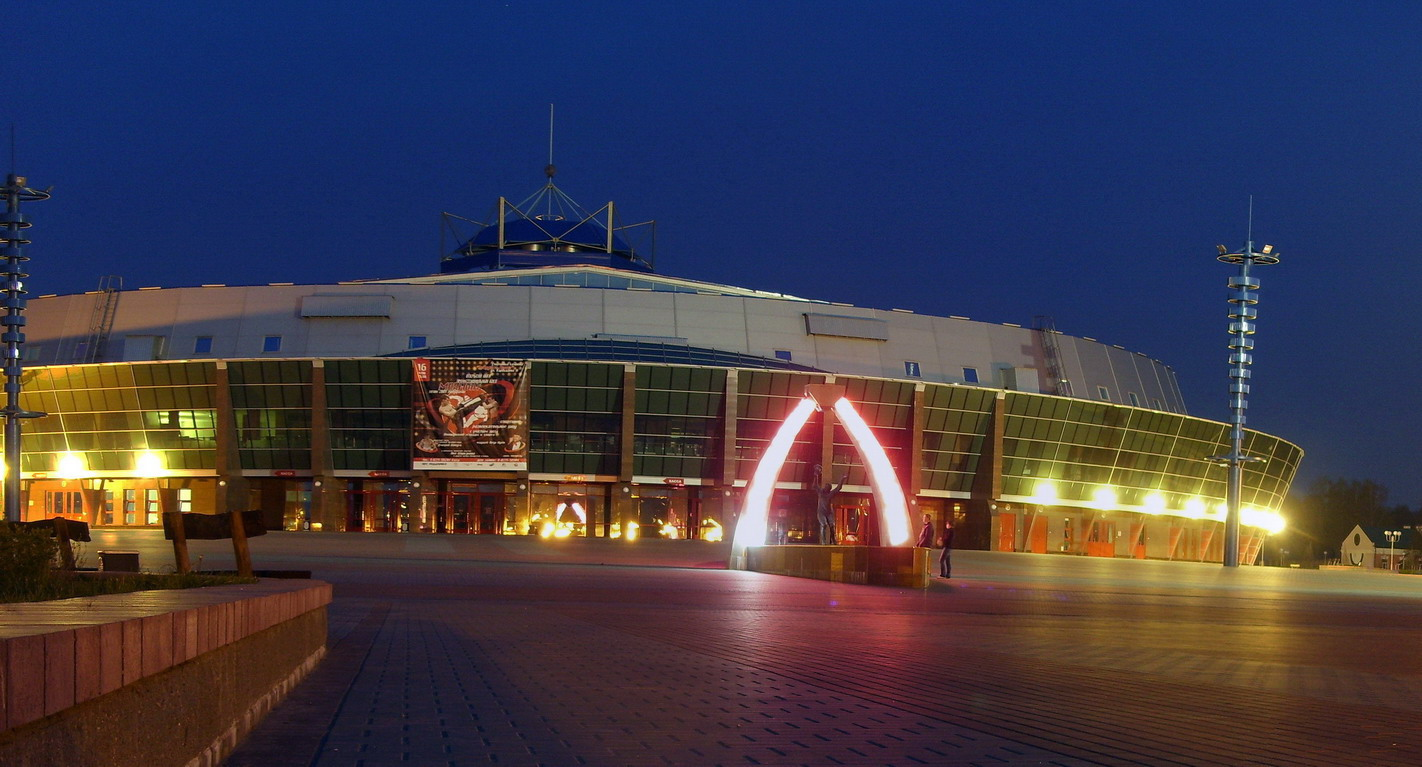
Vue du Palais de Glace Bobrouïsk-Arena, inauguré en 2008